# Jacopo Alessandro Calvi
Jacopo Alessandro Calvi, noto anche con lo pseudonimo di Sordino (Bologna, 23 febbraio 1740 – Bologna, 15 maggio 1815), è stato un pittore e letterato italiano.

## Biografia

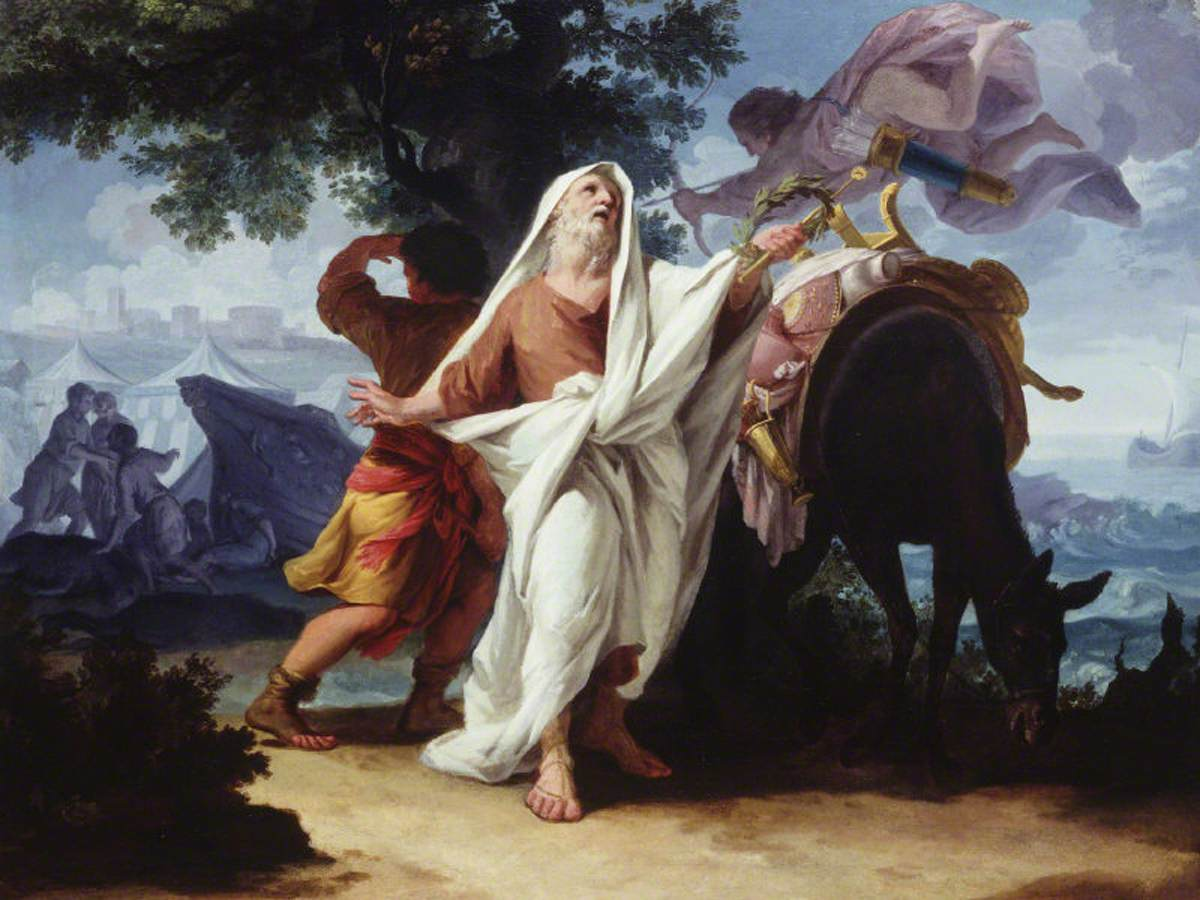
Crise che persuade Apollo a mandare la peste sui Greci, attribuito a Calvi

La sua parziale sordità gli procurò il soprannome di Sordino. Fu apprendista nella bottega di Giuseppe Varotti dal 1750 e studiò dal 1752 nell'Accademia del Nudo di Bologna. Influenzato da Giampietro Zanotti e dalla pittura della tradizione bolognese, dal 1756 al 1762 frequentò i corsi del Varotti nella Pontificia «Accademia Clementina» di Bologna, dove egli stesso insegnò pittura dal 1773 al 1804 quando, mutata dal Regno d'Italia in Accademia nazionale, fu suo socio onorario.
Nel 1763 fece parte dell'«Accademia degli Indomiti» di Bologna e nel 1766, con il nome di Felsineo Macedonico, di quella romana. Nel 1770 sposò Laura Borgagnoni, dalla quale ebbe cinque figli.
Come pittore, fu inizialmente influenzato dal Creti e dei fratelli Ubaldo e Gaetano Gandolfi ma passò poi a una concezione accademica della pittura. Numerosi furono i suoi viaggi di studio: nel 1774 visitò Firenze e Siena, nel 1781 Venezia, Treviso, Bassano del Grappa e Padova, nel 1783 Reggio Emilia e Parma per approfondire la conoscenza di Correggio e del Parmigianino.
Numerose le sue tele nelle chiese di Bologna e nella parrocchiali della provincia – ad Anzola dell'Emilia, Ceretolo, Crevalcore, Medicina, Minerbio, Monghidoro, Reno Centese e la pala di San Vincenzo Ferreri che raffigura il santo a mezzobusto, per la chiesa di Santa Maria Assunta di Borgo Panigale ecc. Un suo Autoritratto è conservato nella Pinacoteca Nazionale di Bologna, presente un suo dipinto anche alla Pinacoteca Civica di Pieve di Cento.
Tra i suoi allievi si contano Luigi Basiletti, Anna Maria Crescimbeni e Pietro Fancelli.
Jacopo Alessandro Calvi è sepolto nell'arco 35 del Chiostro III del cimitero monumentale della Certosa di Bologna; il monumento composito venne realizzato tra il 1822 e il 1823 da Alessandro Franceschi, su progetto di Vincenzo Vannini.

## Scritti
- Versi e prose sopra una serie di eccellenti pitture posseduta dal marchese F. Hercolani, Bologna 1780
- Vita di Mauro Tesi, Bologna 1787
- Commento sulla vita e le opere dei fratelli Gandolfi, 1802
- Notizie della vita e delle opere del cavaliere Gioan Francesco Barbieri, detto il Guercino da Cento, celebre pittore, Bologna, Tip. Marsigli, 1808, ISBN non esistente.
- Memoria della vita e delle opere di F. Raibolini, detto il Francia, Bologna 1812
- Corso di lezioni sull'arte della pittura, Bologna 1815